# Списак ликова серије Моћне девојчице
Ово је списак ликова који се појављују у америчкој анимираној франшизи серија Моћне девојчице на Cartoon Network-у. Сви ликови са овог списка појављују се више пута у серији и доприносе заплетима епизода. Насловне Моћне девојчице зову се Блосом, Баблс, Батеркап и Блис и појављују се у серији Моћне девојчице из 1998, Моћне девојчице Z из 2006. и серије Моћне девојчице из 2016. TV Guide одаберао је Моћне девојчице за број 13 на листи 50 најбољих цртаних ликова свих времена.

## Моћне девојчице
Као што је приказано у уводној секвенци сваке епизоде, Моћне девојчице, Блосом, Баблс и Батеркап, створио је Професор Утонијум у покушају да створи „савршену девојчицу” користећи мешавину „шећера, зачина и свега лепог” (приказано у одговарајућим пољима небеско плаве, кречно зелене и јарко ружичасте боје). Међутим, случајно је у смешу просуо мистериозну супстанцу названу „хемијски икс”, створивши, уместо „савршене девојчице”, три девојчице (од којих свака поседује један од горе наведених елемената који доминирају њеном личношћу), и доделио све три суперсиле, укључујући лет, надљудску снагу, супербрзинз, ограничену нерањивост, рентгенски вид, суперчула, топлотни вид и пројекцију енергије. У оригиналном пилоту, случајна супстанца била је лименка „вупеса”, која је у емитованој верзији замењена „хемијским иксом”.
Све три девојке имају главе овалног облика, необично велике очи (инспирисане уметношћу Маргарет Кин), окорене руке и ноге, недостају им носови, уши, прсти, вратови и равна стопала са прстима (Макракен је више волео да изгледају симболичније стварне девојке, уместо да се одлуче за „реалан” изглед, што значи да је потребно мање делова тела). Носе хаљине које се подударају са бојама њихових очију са црним пругама, као и беле тајице и црне Mary Jane.

### Блосом
Блосом (оригинални глас позајмљује Кети Кавадини у епизодама серије What a Cartoon! и серији; српски глас позајмљује Снежана Јеремић Нешковић) је тактичарка и самозвани вођа Моћних девојчица. Њен састојак личности је „све лепо”, боја је јарко ружичаста, а има дугу црвено-наранџасту косу до струка са шишкама у троугластом делу са црвеним луком и ружичасту копчу за косу са црвеним срцем. Названа је по томе што је с професором разговарала слободно и искрено убрзо након њеног стварања, као што је приказано у филму Моћне девојчице: Филм. Често се на њу гледа као на најинтензивнијег, најинтелигентнијег и најкомпонованијег члана групе, такође снажну и одлучну. Такође је главни стратег и спретан планер. Њена јединствена снага је смрзавање предмета дахом, као што се види у епизоди „Ледена рана”.
У рибуту, глас позајмљује Аманда Лејтон, верзија Блосом из 2016. поново је приказана као вођа тима. Њен изглед је сличан оригиналном, са изузетком лука који је заобљенији. Воли организацију и мрзи кад су ствари неуредне и неисправне. Има савршен рекорд у посећености и претерано је успешна. Понекад може бити тврдоглава, али ипак прође. Такође има ледени дах попут свог колеге из 1998. године. Њен траг је светло ружичасте боје са малим квадратима. Њене јединствене способности су: ледени дах, генијална интелигенција, микроскопски вид, природне вештине вођења и интуитивна спретност. Такође може да пројектује јарко ружичасту енергију и манипулише њоме у разне предмете за домаћинство и канцеларију; способност коју њен она из 1998. у оригиналној емисији не поседује.

### Баблс
Баблс (оригинални глас позајмљује Тара Стронг у серији и Кет Суси у епизодама серије What a Cartoon!; српски глас позајмљује Марија Огњеновић) је „најмекша и најслађа” од све три. Њена боја је плава, састојак личности је „шећер”, а има плаву косу у кикама. Баблс се доживљава као љубазнз и врло слатку, али она је такође способна за екстремни бес и може се борити против чудовишта једнако добро као и њене сестре. Њен најбољи пријатељ је плишана лутка хоботнице коју назива „Окти”, а воли и животиње. Показује способност разумевања више језика и комуникације са разним животињама; њене јединствене моћи пројектују снажне звучне крикове и стварају ударни талас грома једним пљеском руку.
У рибуту, глас позајмљује Кристен Ли, верзија Бубблес из 2016. године има плаву косу до рамена у кикама попут оригиналне ње, осим што су нове траке за косу и кике постављени мало горе него раније. Баблс је љубитељ животиња попут себе из 1998. године и обично покушава да спаси дан на леп начин. Попут себе из 1998. године, она може бити помало наивна, али такође може бити врло љута. Кад је у кревету, уз њу је Окти. Њен траг је плав са малим круговима. У „Вирусној спирали” показано је да талентује за рачунаре и чак може да креира и програмира своје видео-игре које су постале изузетно популарне међу децом у Таунсвилу, укључујући и њене сестре. Њене посебне способности укључују: животињску телепатију, емпатију према животињама, зоолингулизам, манипулацију звуком, звучне таласе, звучне експлозије, вокалну мимикрију, хипнотичко певање и вишејезичност. Такође може да пројектује светло плаву енергију и манипулише њоме у разне животиње захваљујући својој љубави према њима; способност коју она из 1998. у оригиналној емисији не поседује.

### Батеркап
Батеркап (оригинал глас позајмљује Елизабет Дајли; српски глас позајмљује Михаела Стаменковић) је описана као „темпераментна мушкарача”. Њен састојак личности је „зачин”, њена боја је зелена, а има кратку црну косу у флипу. Воли да се прља, бори се жестоко и игра грубо; она не планира и све је у акцији. Њене јединствене моћи су увијање језика и стварање ватрених куглица трљањем руку док не изађе дим који ствара пламену куглу коју она баца на противника. МцЦрацкен је првобитно желео да именује лик „Бад” све док му пријатељ није предложио име Батеркап. Према филму Моћне девојчице: Филм, Батеркап заиста не воли име које је добила.
У рибуту, глас позајмљује Натали Паламидис, верзија изгледа Бетркап из 2016. године је скоро потпуно слично њеном оригиналном изгледу, осим што на крајевима потиљка има траку. Приказана је као мушкарача која воли да ступа у акцију и воли да се бави спортом, дружи се са дечацима и забавља попут себе из 1998. године. Има страх од паука попут себе из 1998. године. Има нарав која обично може да измакне контроли. Она је такође главни непријатељ Мушко-Дечака, који ју је назвао „принцезицом”, што она највише мрзи, Блосом и Баблс покушавају да је зауставе. Стаза јој је зелена са малим троугловима. За разлику од своје две сестре, она не поседује никакве посебне способности. Међутим, она, попут својих сестара, може да пројектује светло зелену енергију и манипулише њоме у разна оружја; способност коју она из 1998. и њене сестре у оригиналној емисији не поседују. Такође се истиче математиком у епизоди „Батеркап против математике”.

### Блистина „Блис”
Блистина „Блис” (оригинални глас позајмљује Оливија Олсон, Тоја Делејзи, Венги и Алеша Даксон) је оригинална Моћна девојчица из серије 2016. и назива се четвртом, јер је четврта Моћна девојчица која се приказује у рибуту. Први пут се појављује у петоделном дпецијалу, „Моћ четворке”. Њена боја косе је електрично плава, а често носи пастелноплаву траку за косу на којој је украшено ружичасто срце. У две ретроспективе које приказују догађаје који се дешавају десет година пре главних догађаја серије, професор Утонијум покушава да створи савршену девојчицу као одговор на његов ривал Невтронијум који ствара савршеног дечака; Утонијум користи шећер, зачине и све лепо. Међутим, случајно додаје хемикалију В у измишљотину, стварајући тако Блис. Моџо Џоџо се такође сматрао Блисиним пријатељем из детињства када је био професоров лабораторијски асистент. Блис поседује надљудску снагу, надзвучни лет, надљудски слух, ласерски вид и ограничену нерањивост. Међутим, за разлику од Блосом, Баблс и Батеркап и њих из 1998. године, Блис такође поседује псионске способности, али њене моћи нису могуће контролисати због њених емоција. Као такве, у сцени ретроспективе, Блисине моћи проузроковале су уништавање професорове резиденције након што је она бацила нерв и професор је завршио у несвести. Блисс затим одлети на острво Птичије Какице како би заштитила све од својих суперсила (и сам Моџо се растужио видећи како је Блис побегла) и упознаје свог кућног љубимца слона Ми. Након што је провела неколико година на острву Птичије Какице, Блис се сели у Таунсвил; након што је спасила девојке да их Гнат не пребије, она се сматра херојем и проводи одређену обуку за контролу својих моћи. Али професор је одбацује да икада више користи њене моћи, јер инсистира на томе да она још није спремна. Међутим, Ми убеђује Блис да му докаже да греши док је девојке позивају да победи Веверичји Командос. Њен бес се најбоље сналази, јер готово повређује девојке, а Ми открива да је он заправо Он прерушен. Манипулише њоме да се стопи са њим и изазове хаос у Таунсвилу у Блисинум телу. Али она се тада ослобађа од Њега тела захваљујући Моџо Џоџо, који покушава да је натера да га примети, али не успева. Блис, Блосом, Баблс и Батеркап се тада комбинују снагом сестринства да би га победиле.
Због приближавања планете Сатурн Земљи, Блис одлази да је врати на право место у Сунчевом систему. Такође се обавезује да ће се вратити да види Утонијума и Моћне девојчице поново када заврши.

## Негативци

### Моџо Џоџо
Моџо Џоџо (оригинални глас позајмљује Роџер Џексон, српски глас позајмљује Милош Дашић) је луди научник антропоморфна шимпанза са великом интелигенцијом, који говори са јапанским нагласком на превише сувишан начин. Као главни антагониста серије и главни непријатељ Моћних девојчица, Моџо Џоџо је био безобзирни лабораторијски чимпанза професора Утонијума, Џоџо, пре него што је професор Утонијум створио Моћне девојчице; иста несрећа која је створила Девојчице дала је Џоџоу његову суперинтелигенцију. Има зелену кожу, ружичасте склере и носи белу стаклену кацигу у облику куполе која покрива његов превелики, истурени мозак. Носи беле рукавице и чизме, плаво одело са белим ременом и огртач љубичасте боје. Упркос високој интелигенцији, његови планови често садрже недостатке које он превиђа и ретко има много успеха против Девојчица, јер су њихове суперсиле превише за његове изуме. Међутим, он је мајстор у манипулацијама и преварама, често заварајући девојчице мислећи да се променио упркос њиховим сталним сусретима. Моџо живи у опсерваторијуму на врху успаваног вулкана смештеног усред општинског парка Таунсвила. У серији из 2016. године, Моџо има мајку која се такође чини злом.

### Принцеза Богатица
Принцеза Богатица (оригинални глас позајмљује Џенифер Хејл, српски глас позајмљује Марија Стокић) је размажена, богата и дрска девојчица, чији делимично невиђени и углавном неми отац јој омогућава да финансира разне зле завере да уништи Моћне девојчице. Њена одећа суперзликовца састоји се од жуте хаљине у стилу Моћних девојчица, црних рукавица и чизама и тијаре. Њена мржња према девојчицама потиче из њеног одбијеног покушаја да постане једна од њих. Њен отац је „Татица” Богатић, крупан, окрутан човек чије су лице и глава увек скривени од гледалаца. Воли своју ћерку и обично се препушта њеним хировима, али наговештава се да је његово стрпљење ограничено и да се принцеза плаши да га заиста наљути. Захваљујући њему, Богатица има приступ практично неограниченим финансијским ресурсима. У серији из 2016. године, Богатици глас позајмљују Хејли Мансини и Келси Абот, и покушава да убије и замени Моћне девојчице, а не да им се једноставно придружи.

### Мушко-Дечак
Мушко-Дечак (оригинални глас позајмљује Ерик Бауза) је низак човек суперснаге и магичне браде (слично Седусиној коси) и има високу дрвену фигуру коју користи у борби. Представљен у серији из 2016. године, непријатељ је моћних девојчица, углавном Батеркап, јер је невероватно сексистички настројен и непрестано изјављује да су мушкарци супериорнији од жена. На крају се открива да је дете које је стекло тело одраслог човека када је стекло своје моћи.

### Модисткиње
Бјанка и Барбарус Бикини (оригиналне гласове позајмљују Лили Вонегат (Бјанка) и Натали Паламидис (свучни ефекти Барбарус)) су стилски пар који се састоји од човека и гориле. Бјанка је првобитно изабрана за нову помоћницу градоначелника, пре него што сазнали ко је она. Имају офшор скровиште.

### Силико
Мистериозни негативац Силико (оригинални глас позајмљује Џејсон Спајсак) први пут се појављује у епизоди „Вирална спирала”, где Амеба-момцима нуди начин да униште интернет и коначно постану зликовци великог имена. У „Заустави и ухвати Силика” користи веб-сајт за вести на друштвеним мрежама Muck Bucket да би објавио лажне вести о Моћним девојчицама. Моћне девојчице му се супротстављају у брлогу и он открива да је првобитно био усамљено дете које је правило пријатеље играчке роботе да му прави друштво, међутим, нехотице су уништене када му је чудовиште које су Моћне девојчице поразиле пало на кућу, због чега се заклео да ће се осветити Моћним девојчицама које је сматрао одговорном због њихове непажње. Моћне девојчице успевају да га победе када Блосом неразумно назива „неорганизованом”, али испоставља се да је то холограм који је створио. У епизоди „Води своју децу на судњи дан” краде одело за борбу против Моћних девојчица пре него што га професор порази. У „Невољи са Баблс” хакује роботског клона Баблс да би уништио Моћне девојчице, али Робо-Баблс се жртвује да би га победио пре него што експлодира. Преживи експлозију и маскира се у професора да га замени. У епизоди „Гаси светла!”, Маскира се у Блис и даје свима у Таунсвилу, Бутлија. Искључује моћ и контролише умом све у Таунсвилу како би се супротставио и уништио Моћне девојчице, чак и Блис. Али Баблс га заустави дајући му модификованог Бутлија, изгледа да баца бомбу на девојке и напушта библиотеку да експлодира. Касније је спроведен у затвор због својих злочина.